# 최고선악론
De finibus bonorum et malorum ("선과 악의 종말")은 로마 연설가, 정치가, 학계 회의론자 철학자 마르쿠스 툴리우스 키케로 가 쓴 소크라테스 대화법이다. 이 책은 5권이 넘는 세 권의 대화로 구성되어 있으며, 키케로는 에피쿠로스주의, 스토아학파, 그리고 플라톤주의와 아리스토텔레스주의의 혼합 체계를 지지하는 아스칼론의 안티오쿠스의 플라톤주의(그는 이를 단일한 " 오래된 아카데미 " 전통으로 본다)에 대한 철학적 견해를 논의한다. ). 이 논문은 각각의 철학 체계가 그 자체의 책에 기술되고 다음 책에서 논쟁되도록 구성되어 있다(5권에서 설명되고 논쟁되는 안티오코스의 견해는 제외). 이 책은 기원전 45년 여름에 집필되었으며, 약 한 달 반에 걸쳐 집필되었다. 직후에 작성된 (투스쿨름 논총)Tusculanae Quaestiones 및 (아카데미카)Academica 와 함께 최고선악론(De finibus bonorum et Malorum)은 키케로(Cicero)의 가장 광범위한 철학 작품 중 하나이다.
키케로(Cicero)는 이 책을 Marcus Junius Brutus에게 헌정했다.

## 내용물

### 첫 번째와 두 번째 책(Liber Primus및Liber Secundus)
처음 두 권의 책은 Cumae에 있는 Cicero의 시골집에서 그 자신과 Lucius Torquatus 라는 젊은 에피쿠로스 사이의 대화를 담고 있으며, Gaius Triarius라는 또 다른 젊은 로마인이 이를 듣고 있다. 첫 번째 책에서 대담자들은 아포니아 (고통 없음) 형태의 쾌락이 최고의 선으로 간주된다는 에피쿠로스의 쾌락주의 이론을 제시한다. 두 번째 책에서 Cicero는 이러한 견해를 비판하면서 쾌락에 대한 에피쿠로스적 정의를 공격하고 쾌락을 고통의 부재를 최종 선으로 보는 것은 일관성이 없다고 주장한다. 왜냐하면 쾌락은 하나의 선이 아니라 두 개의 별개의 선이기 때문이다.

### 세 번째와 네 번째 책(Liber Tertius및Liber Quartus)
다음 두 권의 책에서는 스토아 윤리학에 대해 논의한다. 세 번째 책에서는 Cicero의 대담자인 Marcus Porcius Cato가 Stoic 교리를 제시한다. 여기서 Cicero는 Stoics가 사용하는 기술 용어를 라틴어 로 소개한다. 스토아 학파의 최고이자 유일한 선은 미덕 (도덕적 선)이다. 네 번째 책에서 Cicero는 가정된 자연 상태("요람 논증")와 Stoic 교리에 수반되는 다른 상품의 배제에 관한 문제를 주장하면서 이 교리에 의문을 제기한다.
마지막 책에서 키케로는 아리스토텔레스주의를 플라톤주의의 하위 그룹으로 취급하는 아스칼론의 안티오코스가 가르친 에우다이모니아 이론을 자신과 여러 친구들 사이의 대화 형식으로 제시한다. 이 이론은 최고의 선으로서 미덕과 외부 선을 모두 포함한다. 책 끝부분에서 Cicero는 이 가르침의 논리적 불일치를 비판했지만 더 간략하고 더 넓은 원칙이 아닌 세부 사항만 다루었다. 그런 다음 Cicero는 이전 책에 제시된 가르침의 가치 있는 측면을 존중하면서 유보 없이는 아니지만 이 사고 방식을 따른다고 선언한다.
그래픽 디자인 에서 일반적으로 사용되는 자리 표시자 텍스트인 Lorem ipsum은 De finibus 를 기반으로 한다. 자리 표시자 텍스트는 첫 번째 책의 에피쿠로스주의 담론의 일부에서 가져온 것이다. Lorem ipsum 에서는 원본 텍스트의 단어를 변경, 추가 및 제거하여 무의미하고 부적절한 라틴어로 만들었다.

## 문헌
- Annas, Julia Elisabeth; Betegh, Gábor (2016). 《Cicero's "De finibus": philosophical approaches》. Cambridge: Cambridge university press. ISBN 9781107074835.